# 冯士筰
冯士筰（1937年3月8日—），天津人，中国海洋学家，中国海洋大学教授，中国科学院院士。主要从事物理海洋学与环境海洋学的研究，成就集中于浅海动力学方面的研究。

## 生平
冯士筰于1937年3月8日出生于天津。其祖父在清末民初时就以教书为业。1953年冯士筰就读于耀华中学，1956年春学校组织春游时冯士筰在颐和园见到周恩来，确定了学习国防物理的志向。
1962年毕业于清华大学工程力学数学系，后分配至山东海洋学院任教。1964年其建立了「大洋风生——热盐环流」模型，其准备发表关于这一模型的论文时，文化大革命开始，冯士筰被关入牛棚。1970年，在周恩来的支持下，冯士筰从牛棚中被解放出来，开始了对风暴潮的研究。20世纪70年代初，冯士筰及其研究团队为研究风暴潮理论对环渤海地区进行了两次实地考察，走村串户向盐工、农民、渔民了解风暴潮的一般常识；又查阅当地县志，到水利部门和验潮站搜集有关数据，获得了中国大陆第一批关于风暴潮灾害的资料。1974年，冯士筰开设了风暴潮专业课；1975年，冯士筰发表数篇论文，系统的阐述了风暴潮的概念、理论和数值预报的力学模型，建立了「超浅海风暴潮理论」。冯士筰将研究成果撰写成《风暴潮导论》一书，为世界上第一部关于风暴潮的理论专著，1982年获全国优秀科技图书一等奖。
20年代80年代，冯士筰作为访问学者到美国交流学习，就浅海动力学问题开始研究“拉格朗日余流”相关课题。1984年建立海洋动力学实验室，并向本科生、研究生、博士生开设浅海动力学课程。后冯士筰和合作者在前人研究成果的基础上提出了一种拉格朗日余流和长期物质输运的理论模型，导出了一个新的长期物质输运方程。1993年冯士筰与鹿有余发表研究成果《浅海Lagrange余流和长期输运过程的研究——一种三维空间弱非线理论》，该论文获第四届国家自然科学三等奖和1988年国家教委科技进步一等奖。
1997年当选为中国科学院院士。后1999年冯士筰出版与合作者主编的教材《海洋科学导论》，2002年该教材获全国普通高等学校优秀教材一等奖，又成为厦门大学、中国地质大学等学校硕士研究生入学考试的参考书目；其教学成果《面向21世纪海洋科学专业的教学改革与实践》及《海洋科学类专业人才培养模式的改革与实践研究》分别于2000年和2005年获《全国教学优秀成果》二等奖。2002年12月，中国民主建国会第八次全国代表大会在北京召开，并选举产生第八届中央委员会，他当选常务委员。

## 成就
冯士筰主持完成了中国“七五”重点科技攻关计划项目“风暴潮数值预报研究”和“八五”重点科技攻关计划项目“风暴潮客观分析、四维同化和数值预报产品的研究”，为中国第一和第二代风暴潮数值预报产品的研制作出了贡献。

## 任职
冯士筰历任中国海洋大学教授、博士生导师，物理海洋研究所所长，海洋环境学院院长、副校长，浙江海洋学院院长，兼国务院学位委员会海洋评议组组长、教育部海洋科学与工程教学指导委员会主席、全国博士后管委会学科专家组成员、国家教委科学技术委员会第一、二、三届委员。又任国家教委科学技术委员会地学部副组长、山东省学位委员会委员、山东省自然科学基金委员会委员、地球科学组组长、美国科学促进学会国际成员、国家海洋物理科学协会和海洋研究科学委员会中国委员会委员、世界大洋环流试验中国委员会委员兼专家组副组长、中国海洋湖沼学会常务理事与计算海洋物理专业委员会主任、中国风暴潮及海啸研究会理事长、山东省力学学会副理事长、中国力学学会理事。
政治方面，冯士筰为全国政协委员，青岛市政协副主席，中国民主建国会中央常委，民建山东省副主委、青岛市主委。

## 著作
冯士筰发表论文70余篇，又曾出版国家重点教材《海洋科学导论》。其代表作为《风暴潮导论》和《浅海环流物理和数值模拟》。

## 评价
吴德星：“冯院士是我的启蒙老师，我大学毕业论文是冯院士指导的，后来在国内读硕士，到国外博士学位研修，冯院士都是我的导师。我整个成才过程，都是冯院士一步一步把我培养出来的。在科学研究中，他处理科学问题时的逻辑思维和推理，是我能取得一些成绩的关键。”